# Astra C
L'Astra C est un monomoteur biplan français de 1912, fabriqué par la Société Astra à Villacoublay. En 1913, l'Astra CM Hydro-avion, version hydravion à trois places, a été utilisé pour effectuer les premiers vols réguliers de transport de passagers au monde.

## Conception et développement
L'Astra C a initialement été conçu comme un biplan monoplace, propulsé par un seul moteur Renault 50 ch en configuration tractrice. La structure de son fuselage de section triangulaire est en bois entoilé. Son train d'atterrissage est composé d'un train principal à roues ainsi que de ski à l'avant et à l'arrière. Les ailes ont d'envergure inégales et le contrôle en roulis s'effectue par gauchissement.
L'Astra CM fut développé à partir de l'Astra C mais était aménagé pour recevoir deux observateurs à des fins de reconnaissance militaire, et recevait un moteur plus puissant,,.
L'Astra Hydro, (un Astra CM hydravion), fut développé en 1913. Il été équipé d'un moteur Renault V-12 100 ch (en) et de 3 flotteurs Tellier. Les cadres en bois du fuselage étaient largement remplacés par des tubes en acier. Les nervures d'ailes et les flotteurs restaient les principales pièces en bois. Deux appareils furent produits et deux autres commandés pour la Royal Navy, numéros 106 et 107, mais pas terminés.

## Histoire opérationnelle
Pendant les courses de Saint-Malo, du 14 u 26 août 1912, le premier CW Hydro remporta la première place aux mains de Labouret. Le second CM Hydro, motorisé avec un moteur en étoile à refroidissement par eau Salmson M.9 de 110 ch, vola à Monaco mais s'écrasa.
Le 22 mars 1913, utilisant le dernier Astra CM hydravion, la Compagnie générale transaérienne commença les premiers vols programmés entre Cannes et Nice. Deux passagers pouvaient être emportés. Le 29 mars 1913, le service aérien fut étendu à Monte Carlo,

## Variantes
Astra C
Version civile, motorisée par un moteur Renault 50 ch
Astra CM
Version militaire, motorisée par un moteur Renault 75 ch ou Chenu 75 ch
Astra Hydro
Version hydravion de l'Astra CM, avec un moteur Renault V12 100 ch

## Operators
France
- Compagnie générale transaérienne

 Greece
- Marine royale grecque
  - Naval Air Service